# Sættargjerden i Tunsberg
Sættargjerden i Tønsberg (sat i kraft 9. august 1277) kaldes det konkordat, som blev indgået efter mange års forhandlinger i 1277, hvor kongemagten ved Magnus Lagabøte og den katolske kirken ved ærkebiskop Jon Raude blev enige om en grænsedragning mellem den verdslige og kirkelige myndighedsområde. Blandt andet afstod begge parter fra at blande sig i valg hos hinanden, det vil sige henholdsvis kongevalg og bispeudnævnelser. Kirken fik medhold i, at ærkebiskoppen skulle have møntret, domsret, herunder bødestraf, og kirken fik bevilget skattefrihed.
Baggrunden for dette konkordat var udviklingen af Magnus Lagabøtes Landslov som løb parallelt, og lovarbejdet styrkede de centrale myndigheder og kongens magt. Dette førte til reaktioner, særlig fra kirken som fik behov for at afklare grænsedragningen mellem kirkelig og verdslig magt.
Sættargjerden kan, med sådan kongelig godkendt formalisering af rettigheder, forstås som et højdepunkt for kirkens magt og selvstændighed i Norge og har derved en central plads i norsk historie. Aftalen blev skrevet på kirkens egen sprog latin og udarbejdet i traktats form (latin: compositio), og var et eksempel på hvordan, kongen indgik en aftale på lige fod med en anden magt indenfor eget domæne, og derved understregede likestillingen mellem kongen og kirke. Et sådant konkordat var nyt i Norge, men ikke ellers i Europa.
Da kong Magnus Lagabøte døde i 1280, forsøgte adelen i formynderregeringen for den 12 år gamle Eirik II Magnusson at gå undergrave aftalen, blandt andet ved at konfiskere kirkegods. I striden landsforviste de i 1287 ærkebiskop Jon Raude og biskopperne Andres af Oslo og Torfinn af Hamar. 
Efter to år med stridigheder løste dette sig ved, at kongen nåede myndighedsalderen på 14 år og bestemte, at aftalen skulle respekteres, dog uden at den blev genoprettet som et retsgyldig dokument. Dette kom som en kongelig forordning og ikke i form af en traktat mellem ligeværdige parter som sættargjerden.

## Indhold
I indledningen til Sættargjerden slås det fast, at det nylig var opstået en tvist mellem kong Magnus Håkonsson og ærkebiskop Jon, og dette var baggrunden for mødet og konkordatet.
Efter gammel sædvane havde verdslige dommere behandlet sager, som efter kanonisk ret skulle dømmes af kirkelige domstole. Kirken havde accepteret dette stiltiende for at undgå strid, men ærkebiskoppen ønskede at få dette tilbage til kirkelige organer. Videre ønskede kirken at tage i brug privilegier som med tiden var blevet beskåret på grund af manglende brug. Dette gjaldt specielt privilegiet givet af en vis Magnus Erlingsson, efter sigende Norges konge, om kroneofring og underkastelse. Her kom der en særskilt henvisning til, at kong Magnus skulle love at ofre sig og sit rige ved at ofre hans og alle hans efterfølgeres krone til St. Olav i katedralen i Nidaros. Kirken havde også en indsigelse på en forordning, som tilsagde, at den norske konge skulle vælges. Endelig fremlagde ærkebiskoppen et krav om at ved kongevalg skulle ærkebiskoppen og bisperne have de første stemmer blandt de øvrige vælgere.
Aftalen blev indgået på kong Magnus' initiativ "som fredselskende og retfærdig fyrste" ved Laurentiusmesse den 9. august 1277 på Tunsberghus ved minoritterbrødrenes kirke. Aftalen viser, at den beskriver i hovedsagen rettigheder, som kirken fik, og mindre om dens forpligtelser. Artiklene er som følger:
1. Det første krav gik på. at ærkebiskoppen opgav enhver ret, hvis han havde nogen, på kongevalg, underkastelse og på kroneofring. Men hvis der ikke fandtes nogen kandidat til tronen, skulle ærkebiskoppen og biskopperne få de første og vigtigste stemmer blandt rigets andre vælgere. De måtte da sværge på, at de skulle finde den bedst egnede tronkandidat.
2. Kongen gav afkald på at dømme i alle sager, som angik kirken. Kirkelige dommere skulle dømme frit i sådanne sager. Dette gjaldt følgende sager: klerkemål, ægteskab, fødsel, patronatsret, tiende, hellige løfter, testamenter, værn for pilgrimme, som skulle besøge St. Olav eller andre norske katedraler, sager om kirkens ejendomme, helligbrøde, mened, åger, simoni, kætteri, frilleliv, ægteskabsbrud, blodskam og alt andet som måtte høre til under det kirkelig forum. Kongen fik imidlertid medhold i, at i enkelte sager, hvor det fortsat var sædvane eller landets lov, skulle der betales i pengebøder til ham.
3. Ærkebiskoppen og bisperne fik tilladelse til at indsætte folk i kapeller grundlagt af kongen. Det var ikke nødvendig at præsentere eller få kongens samtykke til sådanne udnævnelser.
4. Kongen skulle ikke have nogen indflydelse i abbed- og bispevalg. Før valget skulle kandidaten dog præsenteres for kongen.
5. Biskopper, abbeder og andre gejstlige skulle være fritagne fra ledingsrejser eller betale ledingsskatter. Biskoppen kunne dog vurdere den enkelte situation og give dispensation for gejstlige til at yde disse pligter.
6. Det skulle ikke være tilladt for kongen at ændre landets love og pengebøder på en måde, der blev til tab for kirken.
7. Ærkebiskoppen fik tilladelse til at købe falke.
8. Kongen skulle betale tiende af sit jordegods efter kanoniske regler.
9. Ærkebiskoppen fik ret til indtægterne fra 30 læster mel, som blev fragtet til Island.
10. Erkebiskoppen fik ret til told af et skib fra Island årligt.
11. Alle pilgrimme skulle have beskyttelse. De, som skadet dem, skulle dømmes for en kirkelig domstol.
12. Ærkebiskoppen fik hundrede eller smalk af sine mænd fritaget fra ledingsfærd, krigstog, mønstringer, skipdrått og fra leding.
13. Hver af biskopperne i fastlandsnorge skulle have ledingsfritagelse for 40 af sine mænd.
14. Hver sognepræst skulle være fritaget for ledingsskat. Præsterne fik også ledingsfritagelse for to af sine mænd, og en fra husholdet skulle, efter præstens udpegning, være fri for kongelige krigstog.
15. Dersom nogen af ærkebiskoppens hundrede mænd skadede hinanden i hans gård eller i hans skibe, skulle ærkebiskoppen dømme. Dersom de skadede hinanden et andet sted, kunne de selv vælge mellem kongelig eller kirkelig domstol; boden skulle deles mellem kongen og ærkebiskoppen.
16. Ærkebiskoppen, biskopperne og klerker blev undtagne fra handelsforbud.
17. Ærkebiskoppen fik ret til at slå mønt.